# Motorway M4
La M4 (o Motorway 4) è un'autostrada in Inghilterra e Galles. È l'arteria principale di collegamento est-ovest del sud del paese che collega Londra col Galles meridionale. L'autostrada è lunga 309 km (192 miglia). Essa fa parte della strada europea E30.

## Altri progetti

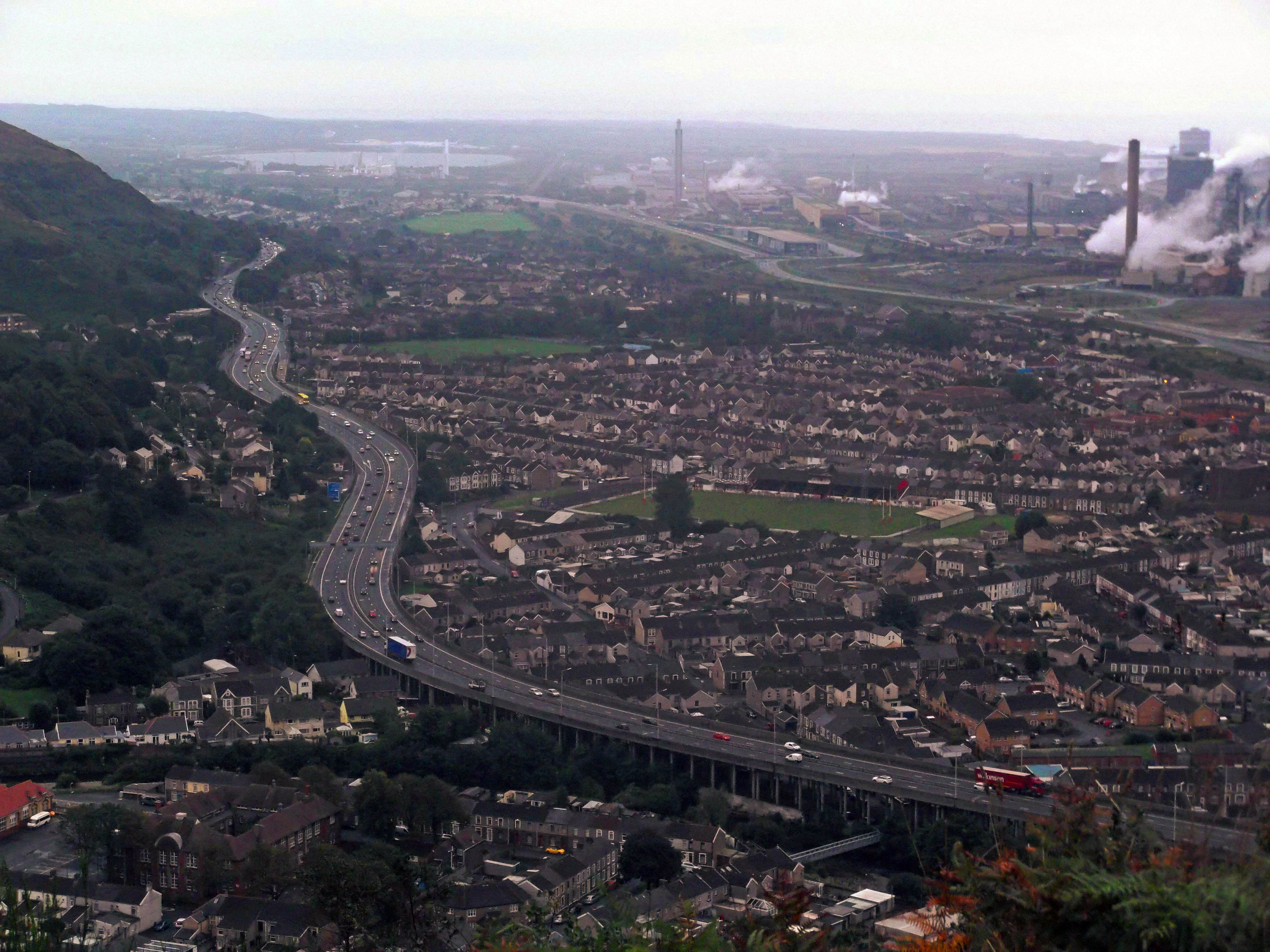
La M4 attraversa la città di Port Talbot.